# Fredersdorf-Vogelsdorf
Fredersdorf-Vogelsdorf là một đô thị thuộc huyện Märkisch-Oderland, bang Brandenburg, Đức.